# 訃報 2015年3月
訃報 2015年3月（ふほう 2015ねん3がつ）では、2015年3月に物故した、又は物故が報じられた人物についてまとめる。

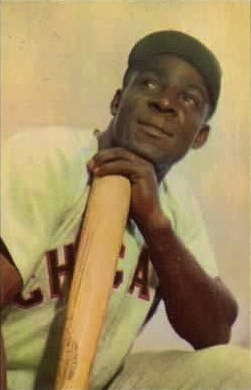
ミニー・ミノーソ／3月1日没

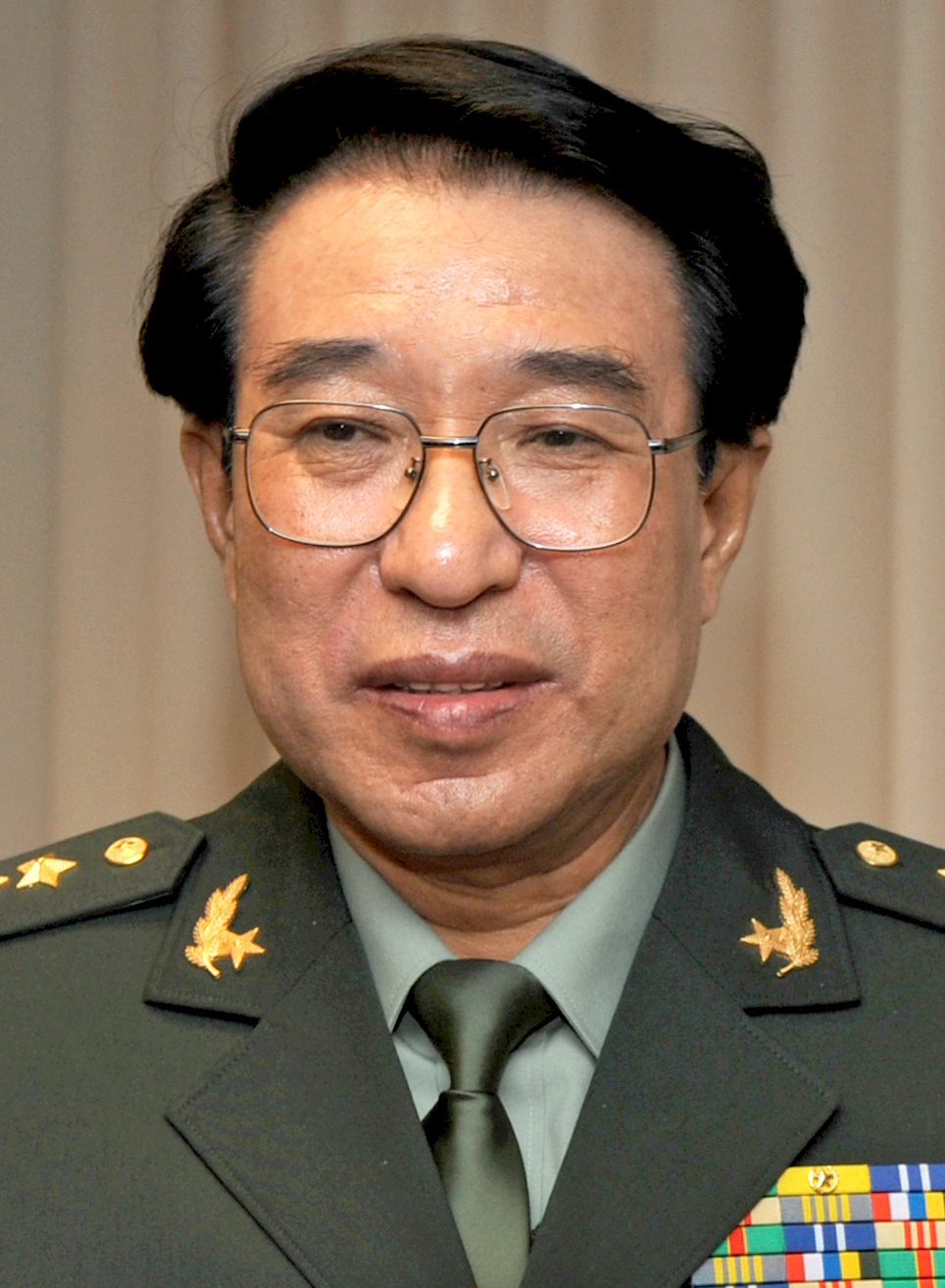
徐才厚／3月15日没

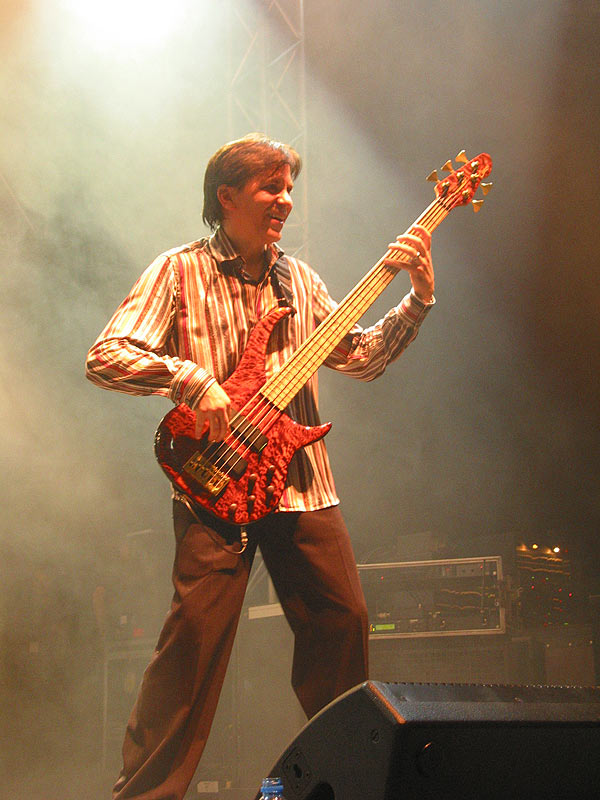
マイク・ポーカロ／3月15日没

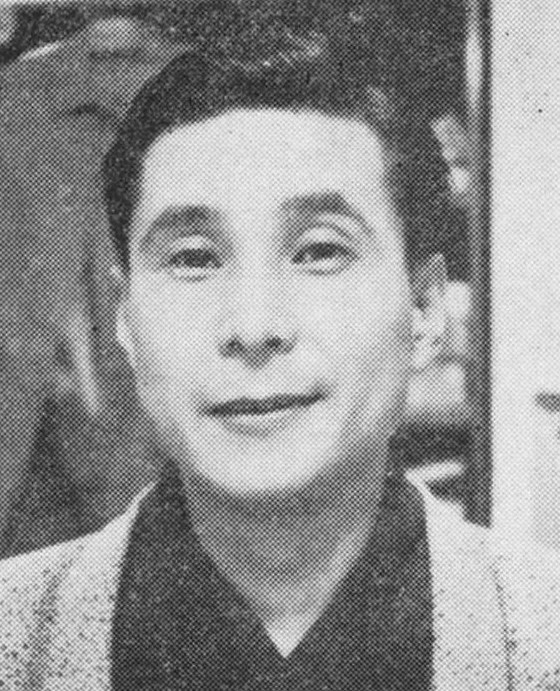
三代目桂米朝／3月19日没

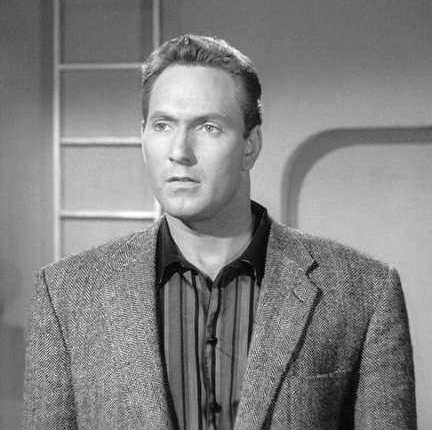
グレゴリー・ウォルコット／3月20日没

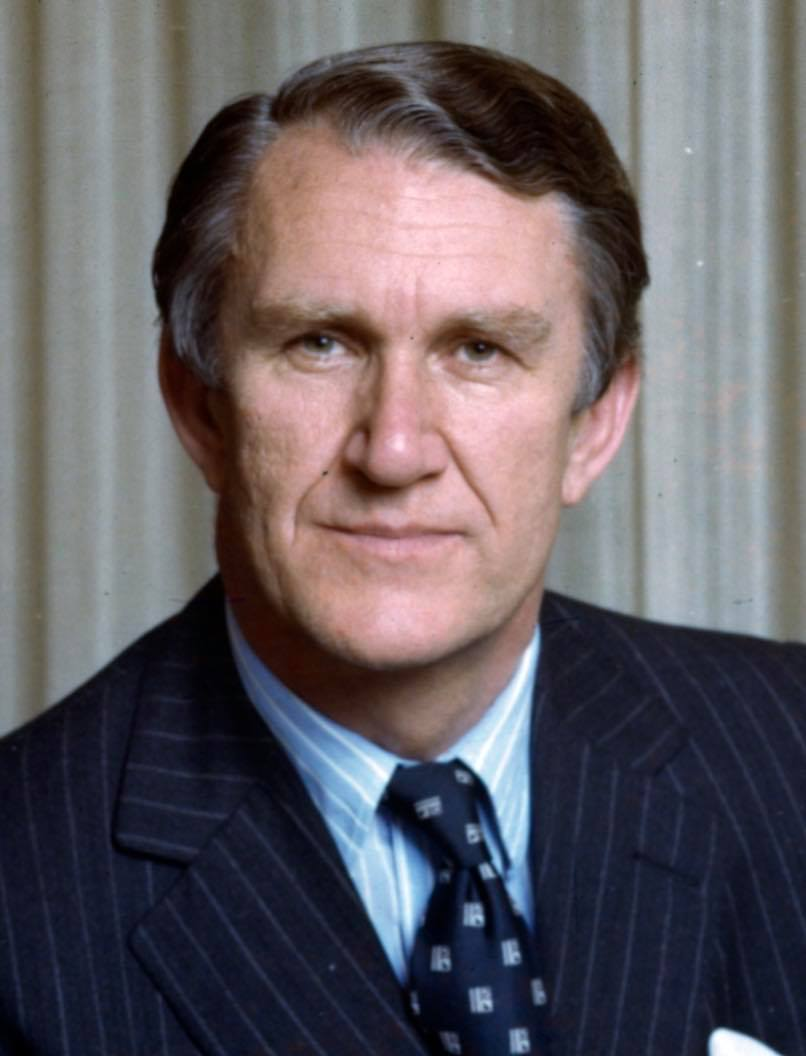
マルコム・フレーザー／3月20日没

## (1日 - 15日)
- 3月1日 - オリン・キープニュース、アメリカ合衆国の音楽プロデューサー（* 1923年）[1]
- 3月1日 - ミニー・ミノーソ、アメリカ合衆国のプロ野球選手（* 1925年）[2]
- 3月1日 - 境豊作、日本の実業家、ウエスト創業者（* 1925年?）[3]
- 3月1日 - 伊東義晃、日本の実業家、元三愛石油社長（* 1933年）[4]
- 3月2日 - 佐藤益美、日本の政治家、元大分市長（* 1921年）[5]
- 3月2日 - 大窪一玄、日本の囲碁棋士（* 1929年）[6]
- 3月2日 - 坂本重太郎、日本の外交官（* 1933年）[7]
- 3月2日 - 産本真作、日本の実業家、元住友建設社長（* 1934年）[8]
- 3月2日 - 高田紘一、日本の実業家、前滋賀銀行頭取（* 1939年）[9]
- 3月3日 - 河合礼介、日本の実業家、元日本精鉱社長（* 1927年?）[10]
- 3月3日 - 村田匡、日本の政治家、元大阪府島本町長（* 1938年?）[11]
- 3月3日 - 三五十五、日本のパフォーマー、お笑いタレント、ミュージシャン、電撃ネットワークメンバー（* 1962年）[12]
- 3月4日 - 伊奈一郎、日本の実業家、元日本食糧新聞社社長（* 1924年）[13]
- 3月4日 - 西沢信孝、日本のアニメーション監督、アニメプロデューサー（* 1940年）[14]
- 3月4日 - 田中良之、日本の考古学者、九州大学教授、前日本考古学協会長（* 1953年）[15]
- 3月5日 - 平林眞、日本の金属学者、元北見工業大学学長（* 1925年）[16]
- 3月5日 - 水木初彦、日本の実業家、元神奈川新聞社社長（* 1939年）[17]
- 3月6日 - 浅井信雄、日本の国際政治学者（* 1935年）[18]
- 3月6日 - 成沢大輔、日本のゲーム評論家（* 1965年）[19]
- 3月7日 - 中平健吉、日本の弁護士、元東京高等裁判所判事（* 1925年）[20]
- 3月7日 - 辰巳ヨシヒロ、日本の漫画家（* 1935年）[21]
- 3月7日 - 阿奈井文彦、日本のノンフィクション作家、エッセイスト（* 1938年）[22]
- 3月7日 - 小川真司、日本の俳優、声優（* 1941年）[23]
- 3月7日 - 初代三笑亭夢丸、日本の落語家（* 1945年）[24]
- 3月8日 - 塩月弥栄子、日本の茶道家（* 1918年）[25]
- 3月8日 - 永瀬哲哉、日本の実業家、元ナガセ会長（* 1921年）[26]
- 3月8日 - 山崎博司、日本の実業家、元東海カーボン副社長（* 1936年）[27]
- 3月8日 - サム・サイモン、アメリカ合衆国のテレビプロデューサー（* 1955年）[28]
- 3月9日 - フライ・オットー、ドイツの建築家（* 1925年）[29]
- 3月9日 - 鈴木英夫、日本の実業家、元三菱マテリアル副社長（* 1937年?）[30]
- 3月9日 - フローレンス・アルトー、フランスのセーリング選手（* 1957年）[31]
- 3月9日 - アレクシス・バスティーヌ、フランスのボクシング選手（* 1986年）[31]
- 3月9日 - カミーユ・ムファ、フランスの競泳選手（* 1989年）[31]
- 3月10日 - 立田清朗、日本の化学者、九州大学名誉教授（* 1931年）[32]
- 3月10日 - リチャード・グラツァー（英語版）、アメリカ合衆国の映画監督（* 1952年）[33]
- 3月11日 - 波田久夫、日本の俳優（* 1929年?）
- 3月11日 - 宮崎哲郎、日本の化学者、名古屋大学名誉教授（* 1940年）[34]
- 3月12日 - マイケル・グレイヴス、アメリカ合衆国の建築家（* 1934年）[35]
- 3月12日 - テリー・プラチェット、イギリスの小説家（* 1948年）[36]
- 3月13日 - アル・ローゼン、アメリカ合衆国の野球選手（* 1924年）[37]
- 3月13日 - 江草安彦、日本の医師、社会福祉事業者（* 1926年）[38]
- 3月13日 - デヴィッド・アレン、オーストラリアのミュージシャン（* 1938年）[39]
- 3月13日 - 安井敏雄、日本の実業家、元イー・アクセス社長（* 1943年）[40]
- 3月14日 - 青井孝一、日本の実業家、元丸紅副社長（* 1922年）[41]
- 3月14日 - ワレンチン・ラスプーチン（英語版）、ロシアの作家（* 1937年）[42]
- 3月14日 - 灰外達夫、日本の木工芸家（* 1941年）[43]
- 3月15日 - 高村勣、日本の生協運動家、元日本生活協同組合連合会会長（* 1923年）[44]
- 3月15日 - 大成節夫、日本の経済学者、一橋大学名誉教授（* 1934年）[45]
- 3月15日 - 徐才厚、中国共産党中央政治局第17期委員、党中央軍事委員会元副主席（* 1943年）[46]
- 3月15日 - マイク・ポーカロ、アメリカ合衆国のベーシスト、TOTOメンバー（* 1955年）[47]

## (16日 - 31日)
- 3月16日 - バディ・エリアス（英語版）、スイスの俳優（* 1925年）[48]
- 3月16日 - 田崎明、日本の物理学者、筑波大学名誉教授（* 1934年）[49]
- 3月16日 - 横尾邦夫、日本の経済学者、國學院大學名誉教授（* 1934年）[50]
- 3月16日 - 金子國義、日本の画家（* 1936年）[51]
- 3月16日 - アンディ・フレイザー、イギリスのベーシスト、元フリーのメンバー（* 1952年）[52]
- 3月17日 - 児島章郎、日本の実業家、元ダイセル化学工業社長（* 1933年）[53]
- 3月18日 - 森田和夫、日本の実業家、元日立製作所副社長（* 1932年）[54]
- 3月18日 - 中野克彦、日本の実業家、元富山化学工業社長（* 1938年）[55]
- 3月19日 - 三代目桂米朝、日本の落語家、人間国宝保持者（* 1925年）[56]
- 3月19日 - 泉澄一、日本の歴史学者、関西大学名誉教授（* 1932年）[57]
- 3月20日 - グレゴリー・ウォルコット、アメリカ合衆国の俳優（* 1928年）[58]
- 3月20日 - マルコム・フレーザー、オーストラリアの政治家、第22代同国首相（* 1930年）[59]
- 3月20日 - 橋本守、日本の実業家、元丸紅副会長（* 1931年）[60]
- 3月20日 - 今江祥智、日本の児童文学作家（* 1932年）[61]
- 3月21日 - 岡部達、日本の経済学者、徳島大学名誉教授（* 1920年?）[62]
- 3月21日 - 村田倉夫、日本の実業家、元京成電鉄社長・会長（* 1921年）[63]
- 3月21日 - 吉川武彦、日本の医学者、精神科医、国立精神・神経センター精神保健研究所名誉所長（* 1935年）[64]
- 3月21日 - 夢童由里子、日本の造形作家（* 1944年）[65]
- 3月21日 - アルバータ・ワトソン、カナダの女優（* 1955年）[66]
- 3月21日 - ペロ・アグアヨ・ジュニア、メキシコのプロレスラー（* 1979年）[67]
- 3月22日 - 坂本豊、日本の実業家、元クラヤ薬品副社長（* 1934年?）[68]
- 3月22日 - 吉岡基次、日本の実業家、元松坂屋社長（* 1936年）[69]
- 3月22日 - 坂本弘、日本のアナウンサー【福島中央テレビ】（* 1937年）[70][71]
- 3月23日 - リー・クアンユー、シンガポールの政治家、初代同国首相（* 1923年）[72]
- 3月24日 - 沢田昭夫、日本の歴史学者、筑波大学名誉教授（* 1928年）[73]
- 3月24日（ジャーマンウイングス9525便墜落事故による犠牲者）[74]
  - オレグ・ブリヤク、カザフスタン出身のドイツのオペラ歌手（* 1960年）
  - マリア・ラドナー、ドイツのオペラ歌手（* 1981年）
- 3月25日 - 笠原淳、日本の小説家（* 1936年）[75]
- 3月25日 - 沢田博行、日本の実業家、タイガースポリマー会長（* 1941年）[76]
- 3月26日 - 宮本丈靖、日本の宗教家、妙智会教団会長（* 1917年）[77]
- 3月26日 - 牧原純、日本の翻訳家、チェーホフ研究家（* 1926年）[78]
- 3月26日 - トーマス・トランストロンメル、スウェーデンの詩人（* 1931年）[79]
- 3月26日 - 片山松造、日本の実業家、元東洋ゴム工業社長（* 1933年）[80]
- 3月26日 - 田中順三、日本の実業家、元NTTファシリティーズ社長（* 1933年?）[81]
- 3月26日 - ジョン・レンボーン、イギリスのギタリスト、作曲家（* 1944年）[82][83]
- 3月28日 - ミロスラフ・オンドリチェク、チェコスロバキアの映画撮影監督（* 1934年）[84]
- 3月29日 - 近藤次郎、日本の航空工学者、東京大学名誉教授（* 1917年）[85]
- 3月29日 - 吉野文六、日本の外交官（* 1918年）[86]
- 3月29日 - 河野拓夫、日本の実業家、元黒崎窯業社長（* 1931年?）[87]
- 3月30日 - 遠藤順三、日本の法学者、北海道教育大学名誉教授（* 1925年）[88]
- 3月30日 - 大塚幸代、ライター、編集者（* 1972年）[89]
- 3月30日 - 高橋幸翁、日本の政治家、前山形県米沢市長（* 1934年）[90]
- 3月30日 - 田辺光彰、日本の彫刻家（* 1939年）[91]
- 3月30日 - 頼富本宏、日本の仏教学者、元種智院大学長（* 1945年）[92]
- 3月31日 - 藤原ここあ、日本の漫画家（* 1983年）[93]